# El Romeral (Toledo)
El Romeral es un municipio y localidad española de la provincia de Toledo, en la comunidad autónoma de Castilla-La Mancha. Cuenta con una población de 541 habitantes (INE 2024).

## Toponimia
El nombre de El Romeral obedece al hecho de que antiguamente abundaban en la zona muchos arbustos de romero que servían de leña y que aún son visibles en la Sierra de El Romeral y en los cerros donde se asientan los Molinos de Viento. 
No hay datos relevantes de la fundación o asentamiento del hombre en El Romeral, sin embargo diversas cuevas encontradas en la zona de Navablanca hacen presagiar que El Romeral fue durante años lugar de paso.
Oficialmente contrastado, en la obra de Rodrigo Méndez Silva se dice, en el siglo XVII, que El Romeral era una antigua población hebrea, que se llamó Romelia.

## Geografía
El Romeral dista de Toledo 62 km y 101 de Madrid. Está ubicado entre Tembleque (6 km al oeste), Lillo (10 km al este), La Guardia (9 km al norte) y Villacañas (12 km al sur) en la comarca de La Mancha Toledana.
Situada en los estribos de La Mancha, el término municipal de El Romeral es una zona relativamente llana y de escasa altitud. Es esta característica la que explica también la existencia de algunas lagunas que se ubican hacia el este en el paraje de San Isidro, aunque son más voluminosas hacia el término municipal de Lillo. 
No obstante, hacia el sureste, en dirección a Villacañas, se encuentran unos relieves muy erosionados, con estratos sedimentarios formando cuestas y que se orientan nítidamente entre las dos poblaciones a lo largo de unos 8 km. La máxima altura de estos cerros, que se destacan nítidamente en la llanura manchega se llama, precisamente, Pico de El Romeral, con unos 878 m s. n. m. y se ubica a casi 4 km de El Romeral.

## Historia

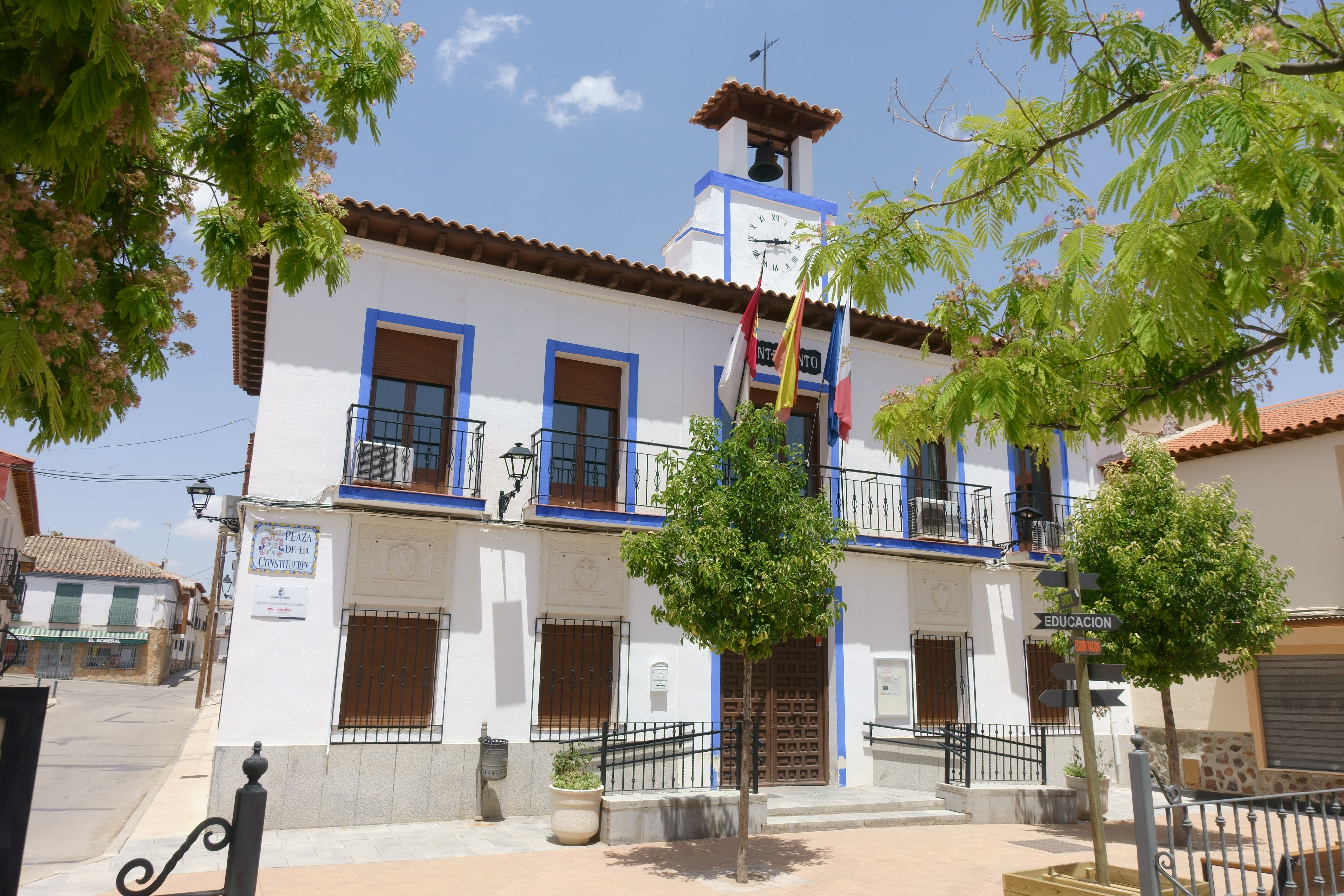
Casa consistorial

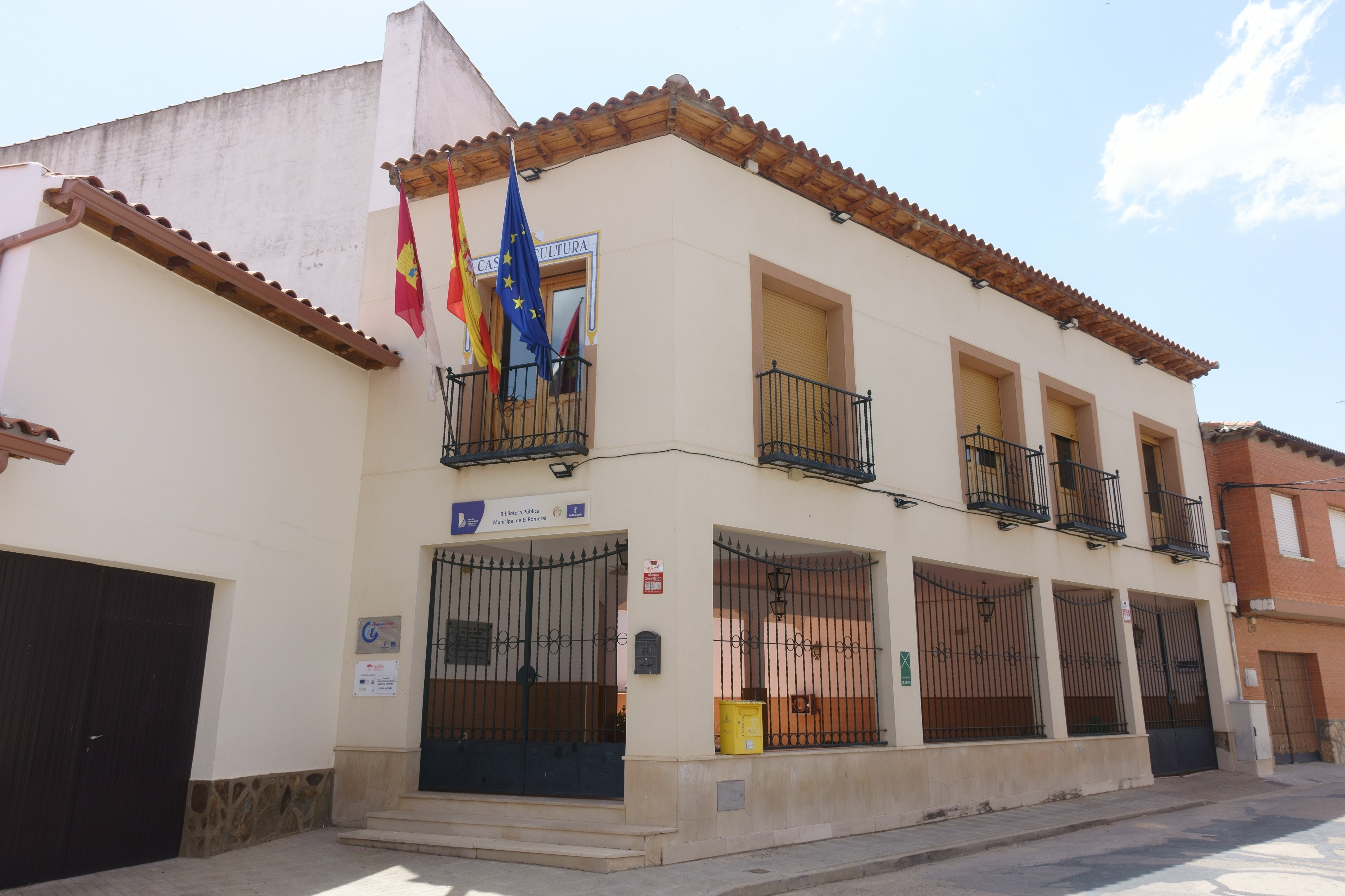
Biblioteca municipal

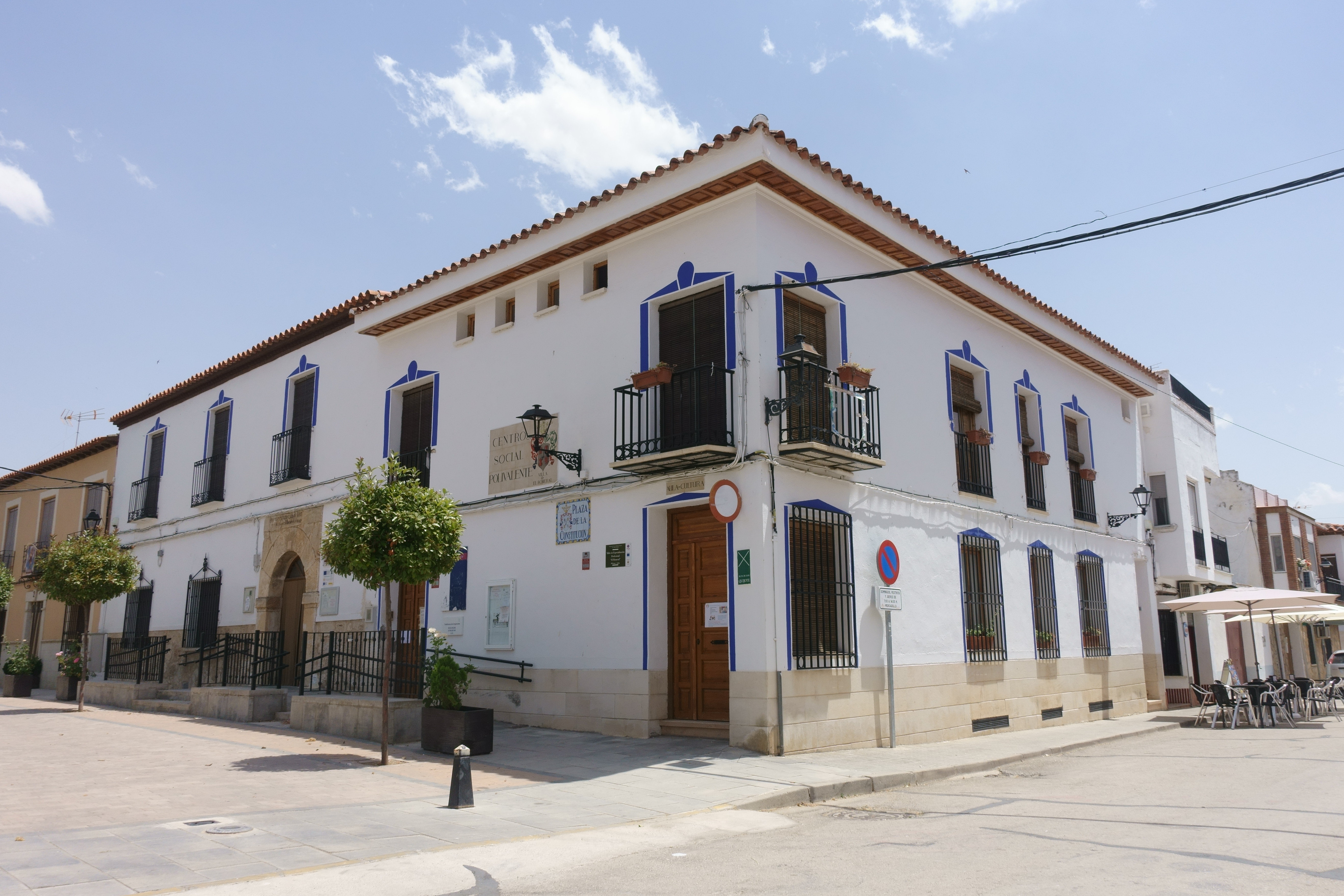
Centro social

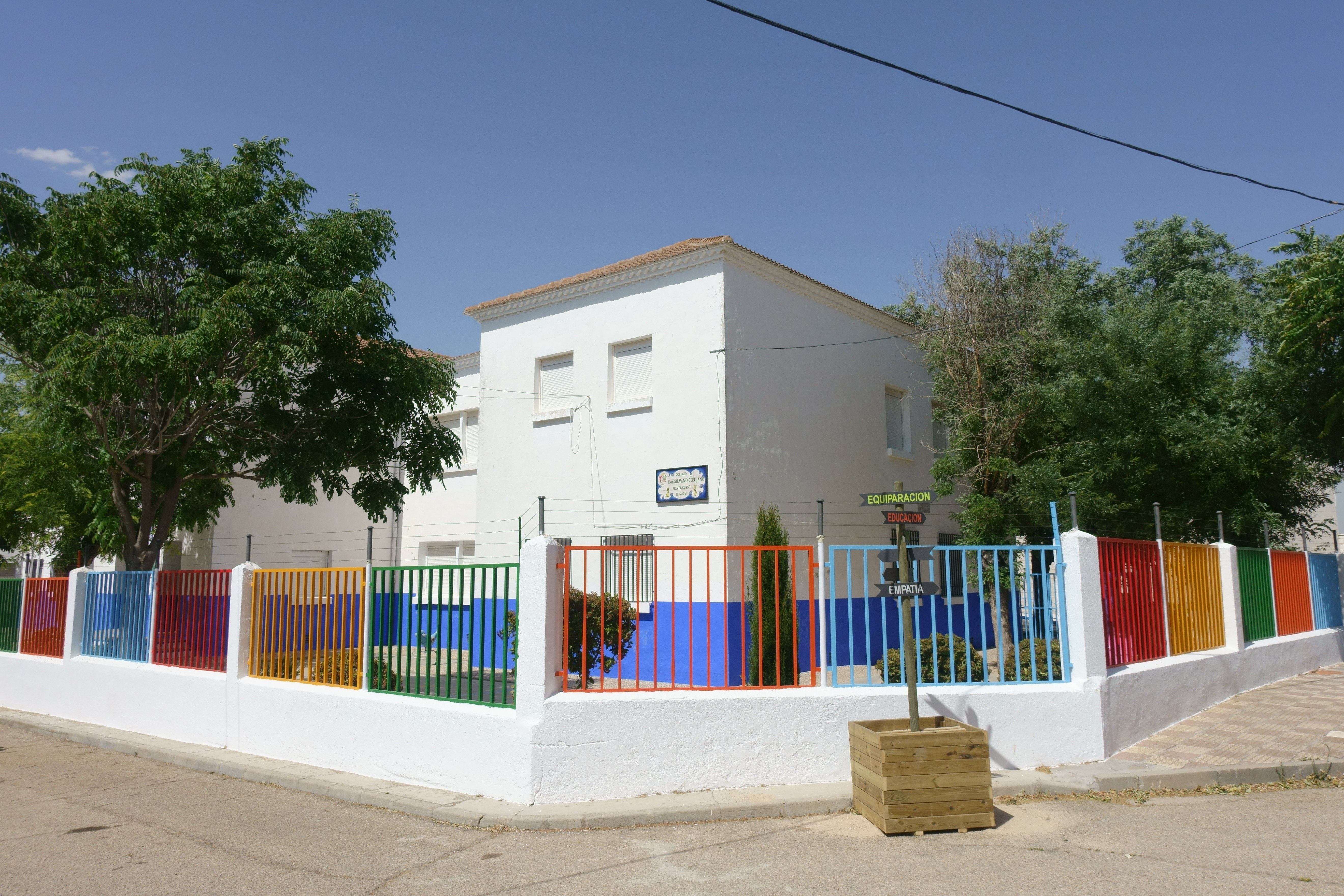
Colegio Silvano Cirujano

El territorio donde se ubica El Romeral ya era conocido por el hombre paleolítico, que construyó en el actual término municipal cuevas y chozas, no obstante, los restos de civilización mejor conservados son vestigios de una calzada de la época romana. 
No obstante, las primeras crónicas documentadas nos llevan hasta el medievo. El primero de diciembre de 1213 el arzobispo toledano Jiménez de Rada concede fuero a La Guardia encontrándose entre los lugares a repoblar El Romeral. Se considera que a partir de este momento se inicia la historia del pueblo como lugar dependiente de La Guardia. Su situación fronteriza provocó que este pueblo fuera lugar de controversia en las famosas concordias firmadas en 1228 entre el arzobispo toledano y la Orden de San Juan de Jerusalén. 
El municipio perteneció al priorato de San Juan, con capital en Consuegra; hasta que la iglesia toledana cambiará la propiedad de la villa de Arenas, que era suya, por esta aldea de El Romeral. 
Aún con dependencia de La Guardia, El Romeral fue forjándose su propia identidad: gentes de este pueblo lucharon en 1212 en la batalla de Las Navas de Tolosa. Más de 200 años después -en 1492- los antepasados estuvieron presentes en la toma de Granada y poco después, en época de la regencia de Cisneros los romeraleños se hallaron presentes en 1.509 en la toma de Orán
En 1521, dentro de la llamada Guerra de las Comunidades, El Romeral fue el escenario de la Batalla de las Atalayuelas en las que combatieron las tropas leales al Rey, dirigidas por el corraleño Gonzalo Collado, y las tropas afines al Obispo de Zamora, el comunero Don Antonio de Acuña. La batalla, donde salieron triunfadores las tropas leales al Rey Carlos I, se saldó con 57 bajas, que fueron enterradas en la Iglesia Parroquial Virgen de La Asunción de El Romeral
La dependencia de La Guardia duró hasta el 24 de diciembre de 1557 en que la princesa Doña Juana, hermana de Felipe II concedió título de villazgo al pueblo. Esta independencia fue poco duradera. A partir de 1581 El Romeral forma parte del llamado señorío jurisdiccional de Campo Rey (título: Condado de Campo Rey) junto con las villas de Villanueva de Bogas y La Guardia siendo en esta última donde estaría la cabeza del citado señorío. Esta situación perduraría hasta el siglo XIX cuando el incipiente estado liberal abolió los señoríos.
Las noticias que se tienen del pueblo a partir del siglo XVI presentan un pueblo pobre y bastante escaso de recursos. Como consecuencia de ello ya las relaciones de Felipe II, el propio cuestionario del Marqués de La Ensenada o las propias descripciones del Cardenal Lorenzana nos indican la importancia de la manufactura del esparto como labor propia de mujeres y complemento económico de primera magnitud.
Estas crónicas narran que vecinos de El Romeral iban con sus productos de esparto a venderlos a las ciudades de Castilla La Vieja. Valladolid, Burgos, Ávila y otras poblaciones más son testigos del paso de los arrieros romeraleños con sus productos trabajados de esparto. 
Tras la gran convulsión, prácticamente un siglo después, de la Guerra de la Independencia, en la que en El Romeral han quedado recuerdos en forma de varias actas de defunción de soldados moribundos que lucharon en noviembre de 1809 en la Batalla de Ocaña, y alguna nota a
pie de página en los libros de nacimientos de los párrocos de entonces, España se encamina por la senda liberal tanto en lo político como en lo económico.
La apertura de la estación del ferrocarril en 1883 supuso un importante aldabonazo para la industria del esparto, dando la oportunidad de poder vender la producción en muchos más lugares e igualmente se podía adquirir la materia prima de otros nuevos. 
El esparto, su industria, fue el soporte económico principal, junto a la agricultura, hasta la mitad del siglo XX. La penetración en el mercado de géneros vulcanizados, gomas y cauchos certificó la muerte de esta actividad, que hoy solo es practicada por algunos aventajados y está encaminada al tejido del esparto con fines de decoración o souvenir.
El siglo XX se abre con un crecimiento sostenido y continuado de la población alcanzando su cota máxima en la última parte de la década de los cuarenta con más de 3000 habitantes. Este aumento conllevaría la consecución de nuevos y a la larga indispensables servicios públicos como la electricidad y el teléfono. La primera llegó en 1911 y el segundo once años después.
Tras la Guerra Civil y la posguerra, El Romeral no pudo y además no tuvo la suerte de encontrarse entre las zonas donde se producía una incipiente industrialización. Sus gentes comenzaron a abandonar en masa el pueblo buscando unos horizontes de bienestar y trabajo que su lugar de origen no les proveía. El movimiento migratorio provocado es de tal magnitud que en los albores del siglo XXI El Romeral ha perdido más de tres quintos largos de su población. 
Curiosamente el abastecimiento domiciliario de agua potable, aunque se conocen varios proyectos fracasados, no se fraguó hasta 1980.

## Demografía
Cuenta con una población de 541 habitantes (INE 2024).
| Gráfica de evolución demográfica de El Romeral entre 1842 y 2021                                                      |
| |
| Población de derecho según los censos de población del INE. Población de hecho según los censos de población del INE. |

## Cultura

### Patrimonio

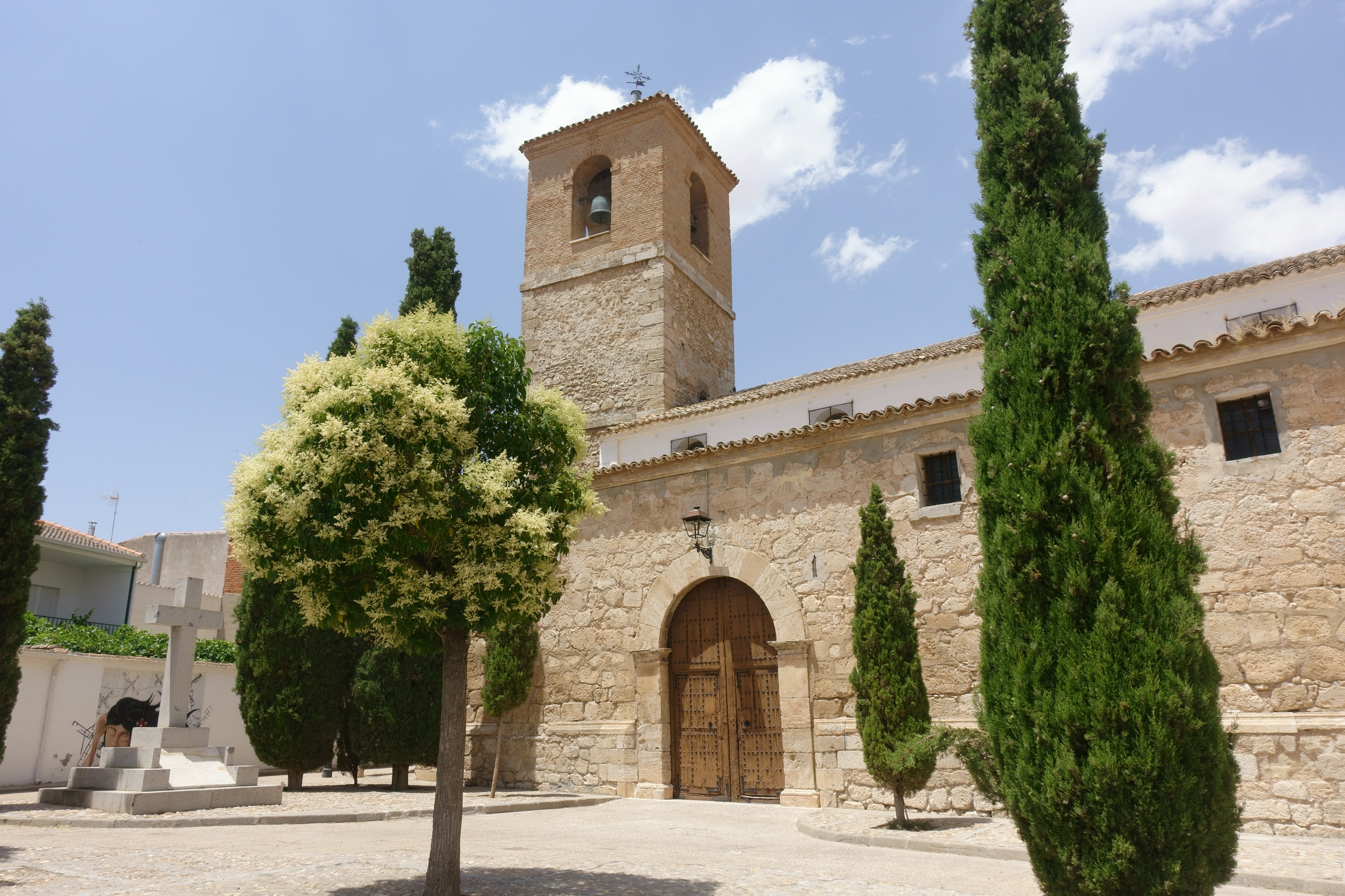
Iglesia de Nuestra Señora de la Asunción
Su orientación, como mandan los cánones, es este-oeste, estando la escalera del templo situada en la parte oriental, orientada hacia la Jerusalén Celeste. 
La primera parte construida es el presbiterio y la última son los pies de la Iglesia. Como todo templo cristiano fue lugar de enterramientos, primero en su interior, después en la anteiglesia y, por último, en la parte que hoy ocupa el salón parroquial y que fue clausurado en el último tercio del siglo XIX, trasladándose a uno nuevo, situado en el margen izquierdo del camino de Herencia. 
Ante la falta de documentos escritos que posibiliten fechar con exactitud meridiana el año de comienzo de la construcción del templo, hay tomar otras referencias, que en este caso se ciñen a la magnífica bóveda gótica de terceletes que ocupa todo el techo del presbiterio, en cuya clave campea el magnífico escudo del cardenal Mendoza, arzobispo de Toledo entre los años de 1483 a 1495, auténtico mentor de la reina Isabel I de Castilla. 
Considerando su fecha de inicio en los últimos años del siglo XV, podemos puntar que este edificio parroquial es uno de los más antiguos del contorno.

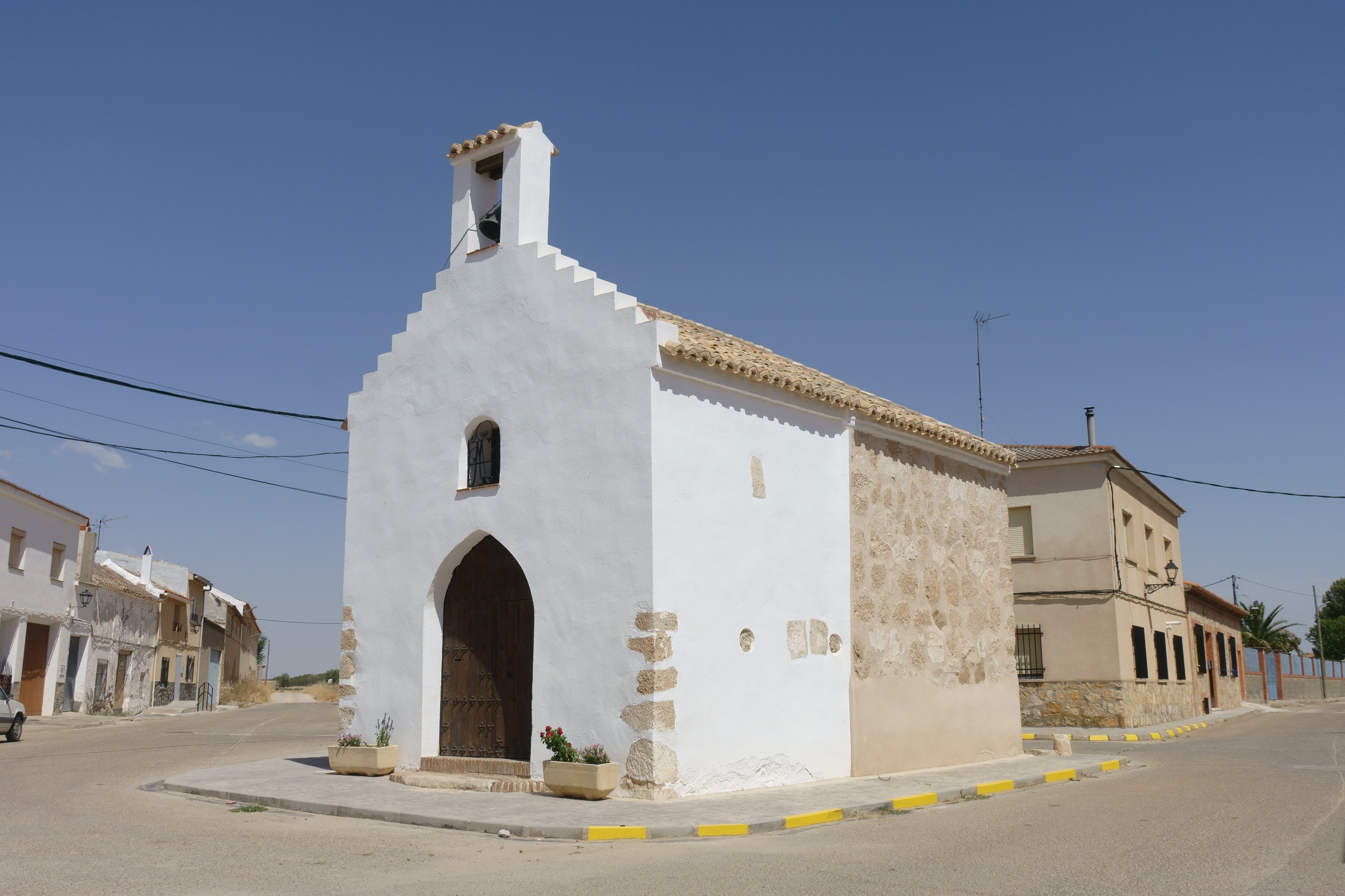
Ermita de la Purísima Concepción
Las primeras noticias que se tienen de este oratorio se remontan a 1697. En 1752 se hace referencia al Catastro de la Ensenada. 
Con tejado a tres aguas, de dimensiones cuadrilongas, aunque originariamente sería cuadrada, y con unos escasos 49 m² de superficie, su construcción presenta dos momentos importantes. Uno, la parte del presbiterio, que es de mampostería simple con sillares toscamente labrados en los esquinazos; la segunda, el cuerpo de la nave, que presenta sus muros de tapial con un añadido posterior.

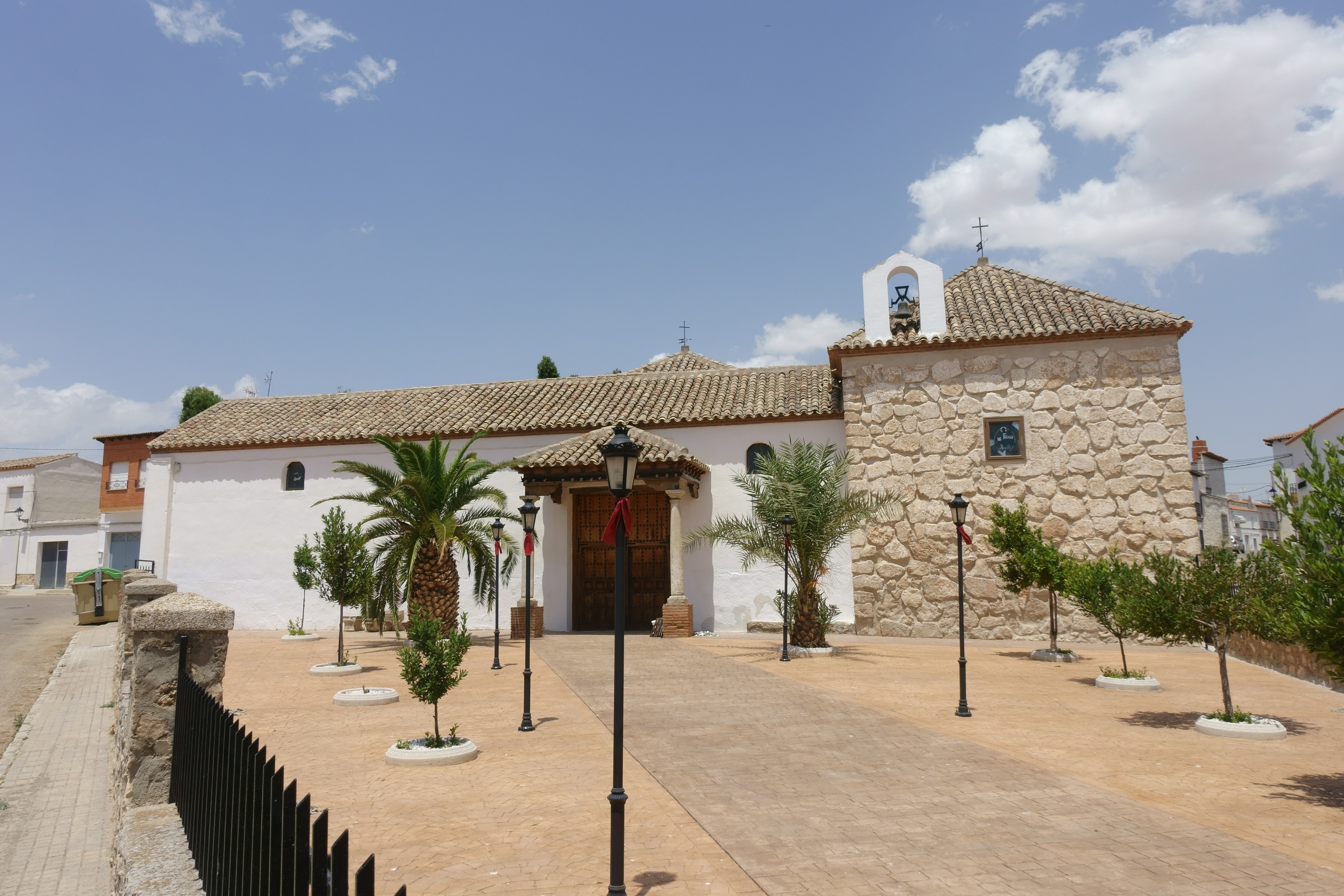
Ermita de San Sebastián
La primera noticia del culto a San Sebastián nos la da las relaciones de Felipe II en el año 1576. El pueblo indefenso ante las plagas y las epidemias clamó protección. 
El fervor a San Sebastián iría en continuo crecimiento, por lo que se decidió levantar una ermita que, en principio, sería probablemente ese pequeño cuadrilátero que hoy confiugra el presbiterio actual. Se erigió poco antes de 1644 como sencillo y bello oratorio, en el que destaca su magnífico artesonado mudéjar, ataujerado, sencillo, tanto en su faldón como en su lacería, formando en su harneruelo una rueda de ocho. El artesonado es ochavado y de par y nudillos con limas homanares. Es un buen ejemplo de la escuela toledana del siglo XVII. 
Décadas después, posiblemente en el XVIII, se constituirá la capilla de Nuestra Señora de la Soledad, en la que destaca su cornisa corrida y la sencilla bóveda de cañón con lunetos, que en su frente perforan la pared para crear dos pequeñas ventanas que dan luz a la capilla. Esta última se une al resto de la ermita mediante un acceso en forma de sencillo arco de medio punto que se abre a una nave rectangular de muros lisos, de factura austera y con unas interesantes labras en sus vigas de aire. 
Esta nave, que unifica a todo el conjunto bajo el nombre de santuario de San Sebastián, es la última en construirse, siendo perfectamente visible su falta de alineación con el eje del presbiterio de la ermita. 

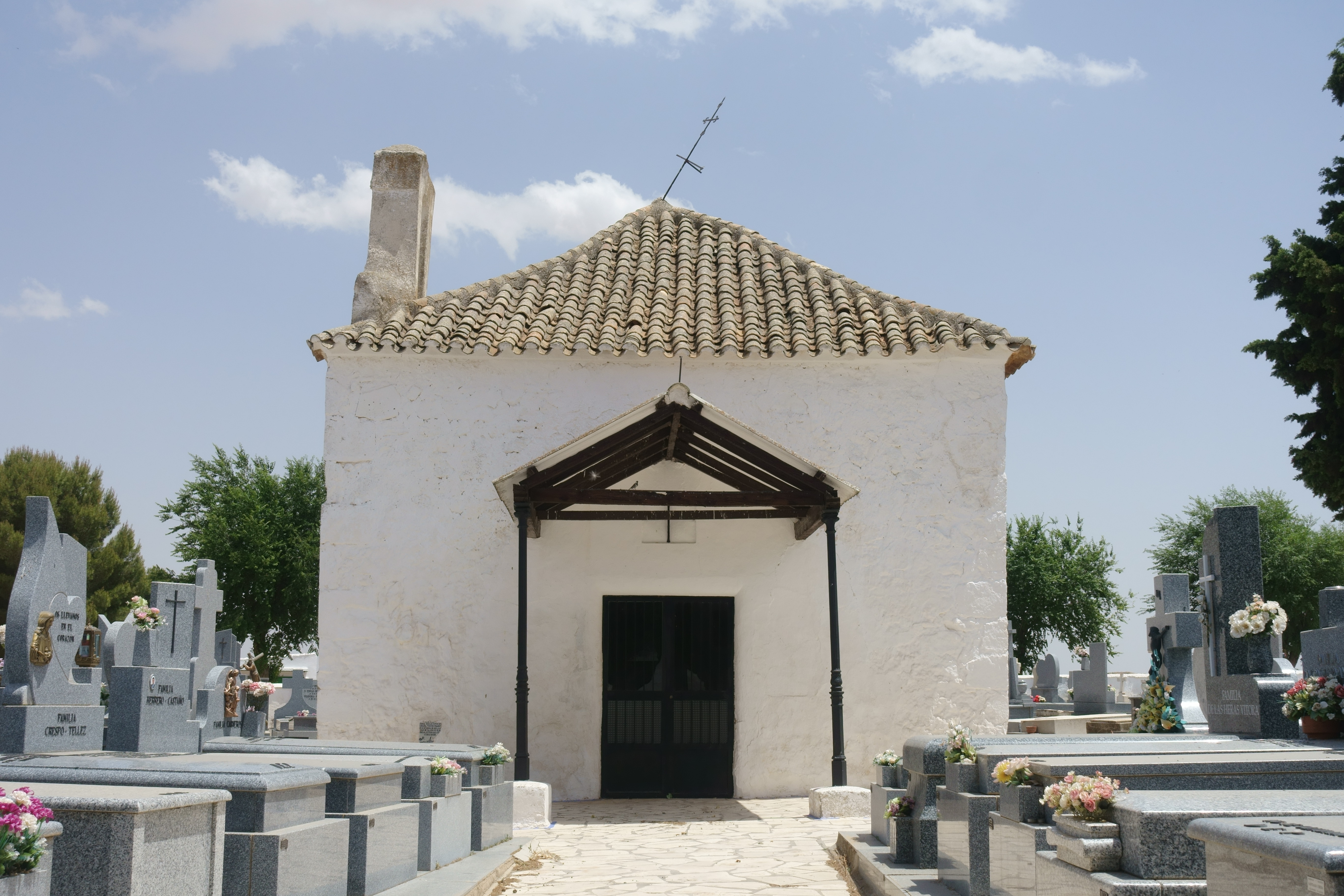
Ermita del Cristo del Humilladero
El municipio comenzó a movilizarse ante la precariedad en que se encontraba la anterior construcción, hacia 1987. El 21 de junio de 1991, la ermita fue derrumbada, el 15 de enero de 1992 comenzaron las obras y el 6 de junio de 1993, tras trasladar al Cristo del Humilladero que se encontraba en la ermita de San Sebastián, se procedió a la inauguración con una misa a las 9 de la mañana, en la cual el sacerdote estrenó capa, alba y ornamentos. 
Es notable puntualizar, que esta ermita, aunque de construcción sencilla, fue levantada con el trabajo de varios vecinos a través de donativos, materiales y trabajo manual. Es de planta aproximadamente cuadrada, con una imagen de Cristo crucificado situada en una hornacina cubierta por vidrio. 
Molinos de viento
El Romeral cuenta con cuatro molinos de viento, situados en la cabecera del pueblo, hecho que dota a esta villa del ambiente cervantino típicamente manchego de sus tierras. 
- El molino Pechuga, que aunque sufrió una reconstrucción severa, aún conserva su maquinaria intacta y además fue el último molino de viento en dejar de moler los granos de trigo, con los que posteriormente los vecinos de este pueblo realizaban su pan.
- Los molinos Crítica y Los Gorrinos, están configurados como lugar de exposición y son utilizados para este fin en determinadas ocasiones del año.
- El último molino Muela está pendiente de ser restaurado, ya que es de propiedad privada.

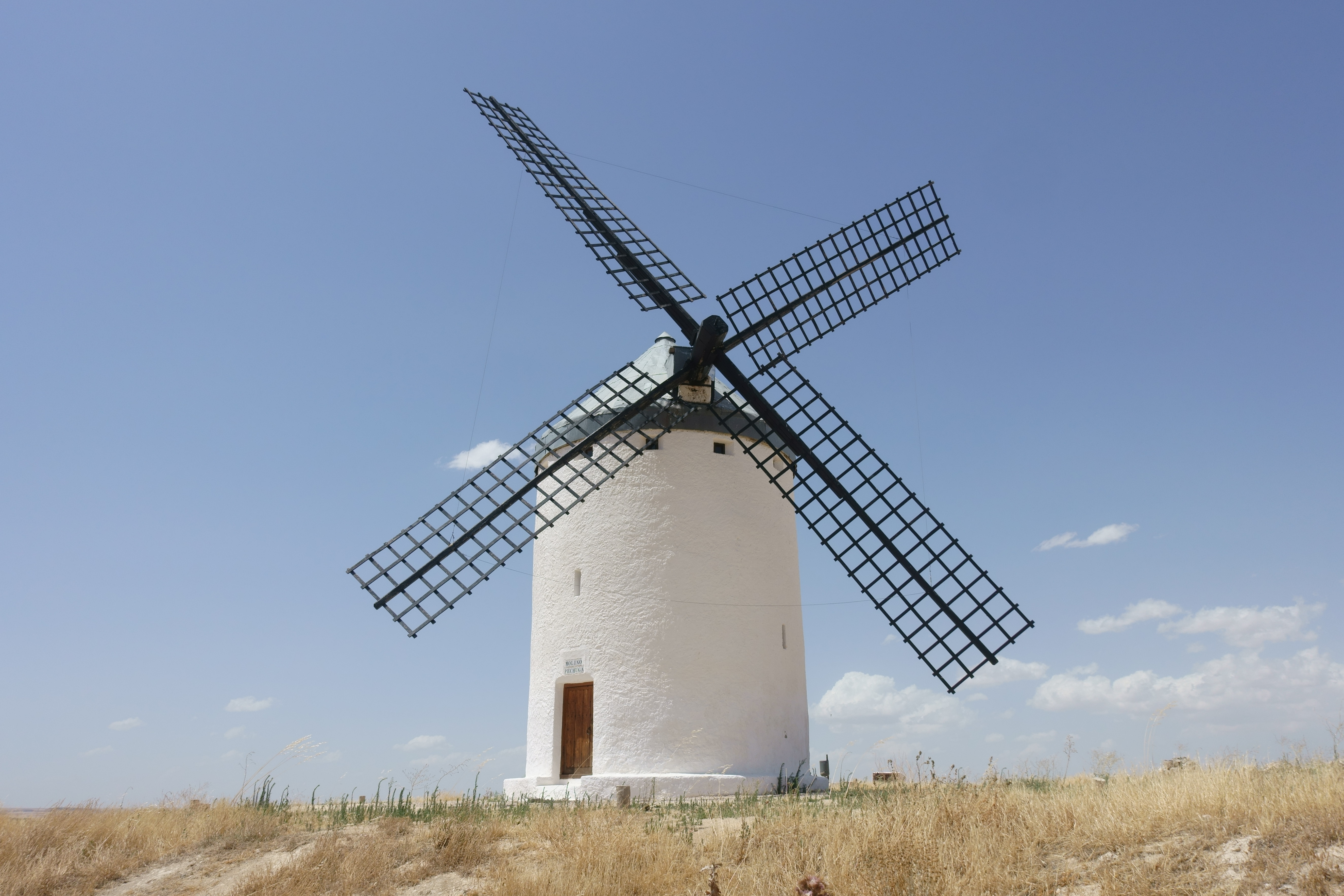
Molino Pechuga
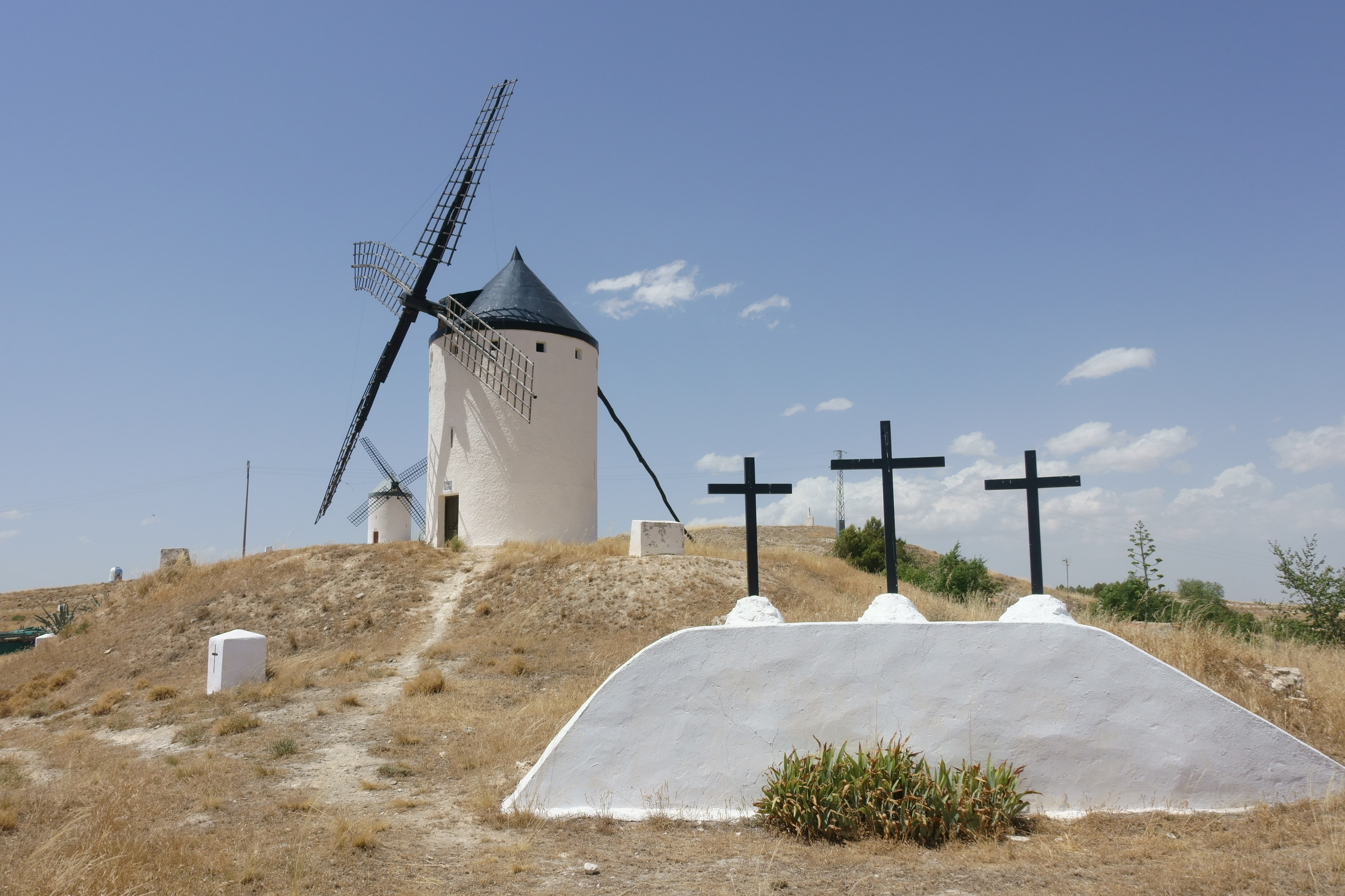
Molino Crítica
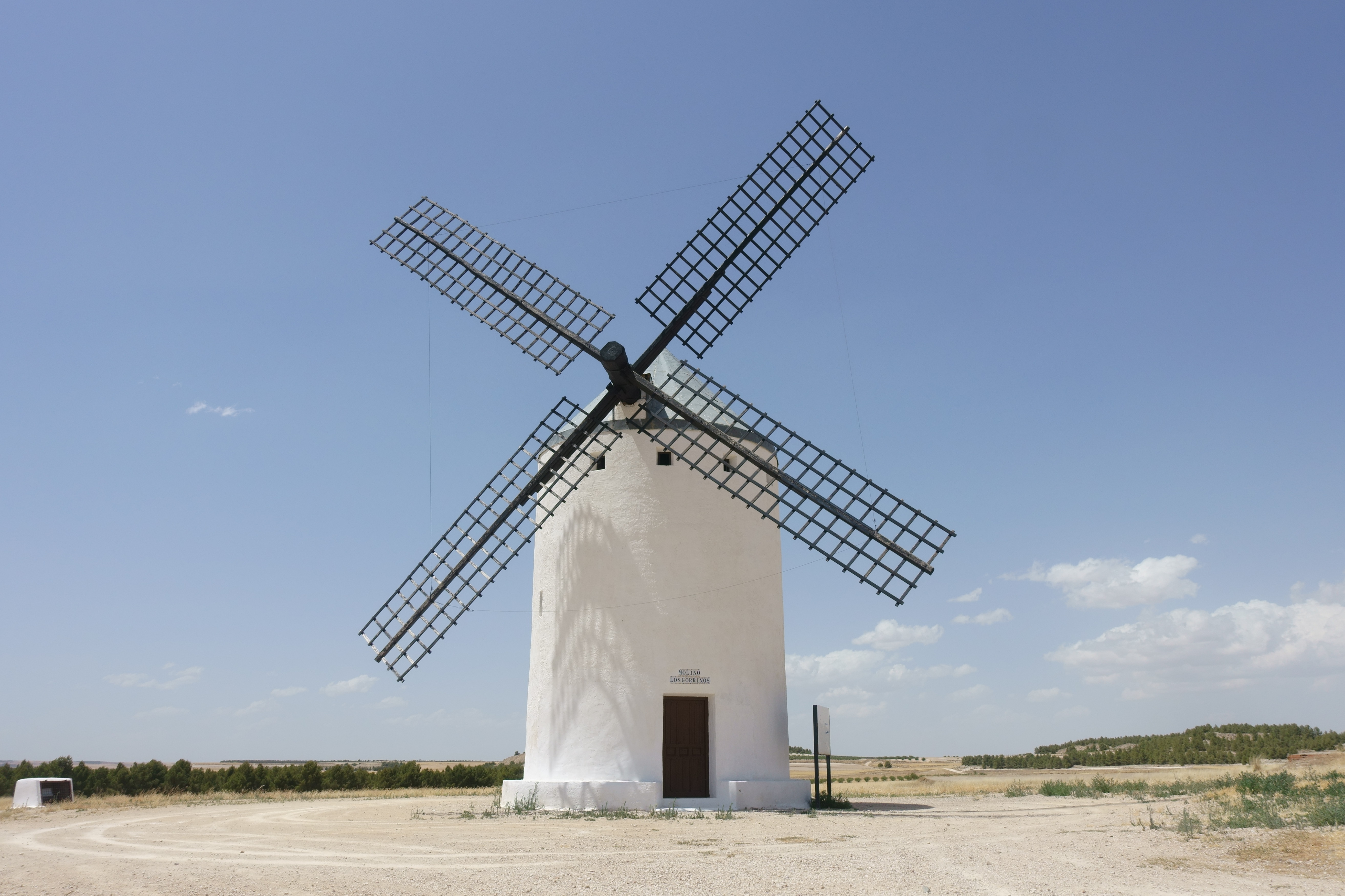
Molino Los Gorrinos
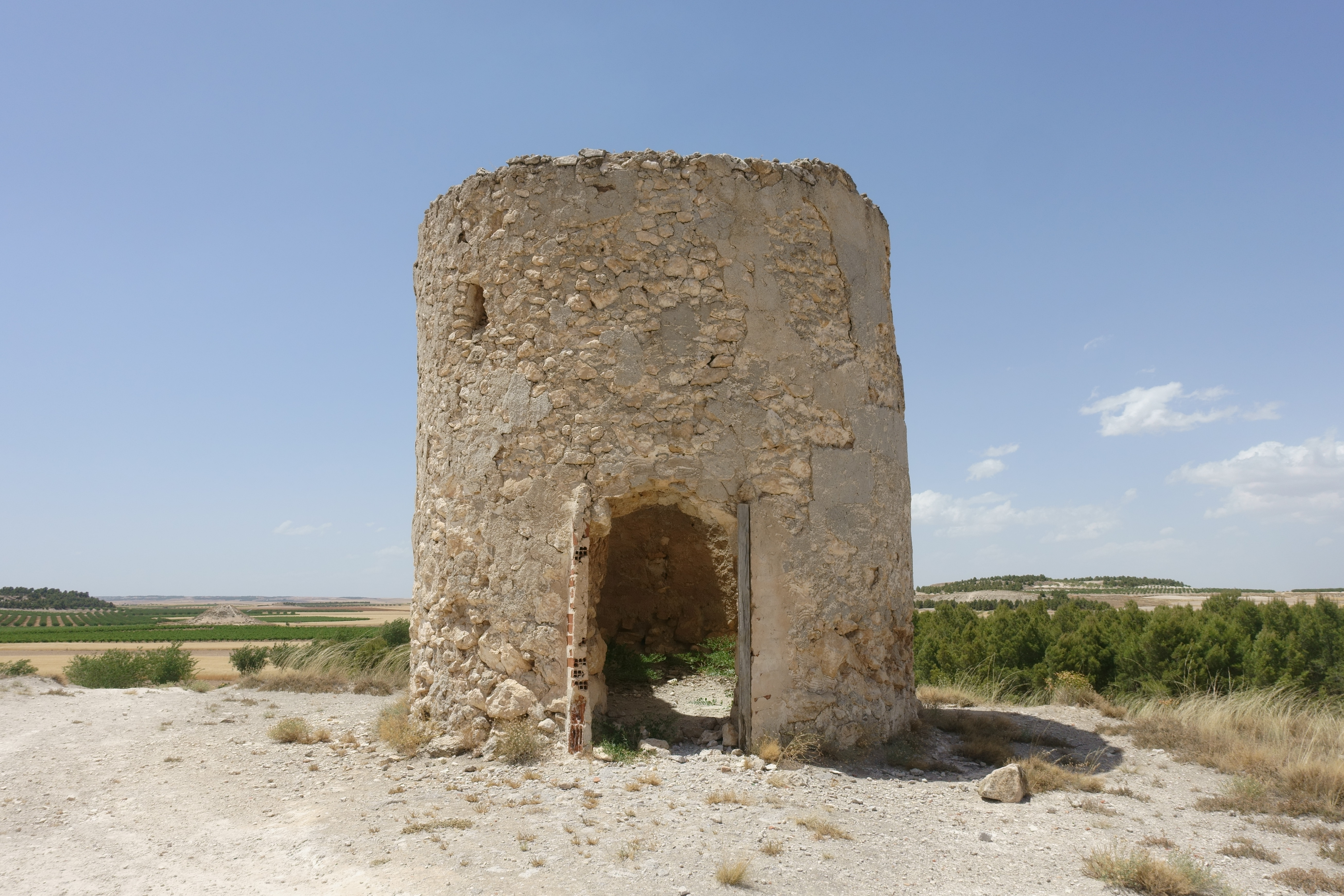
Molino Muela

### Museos

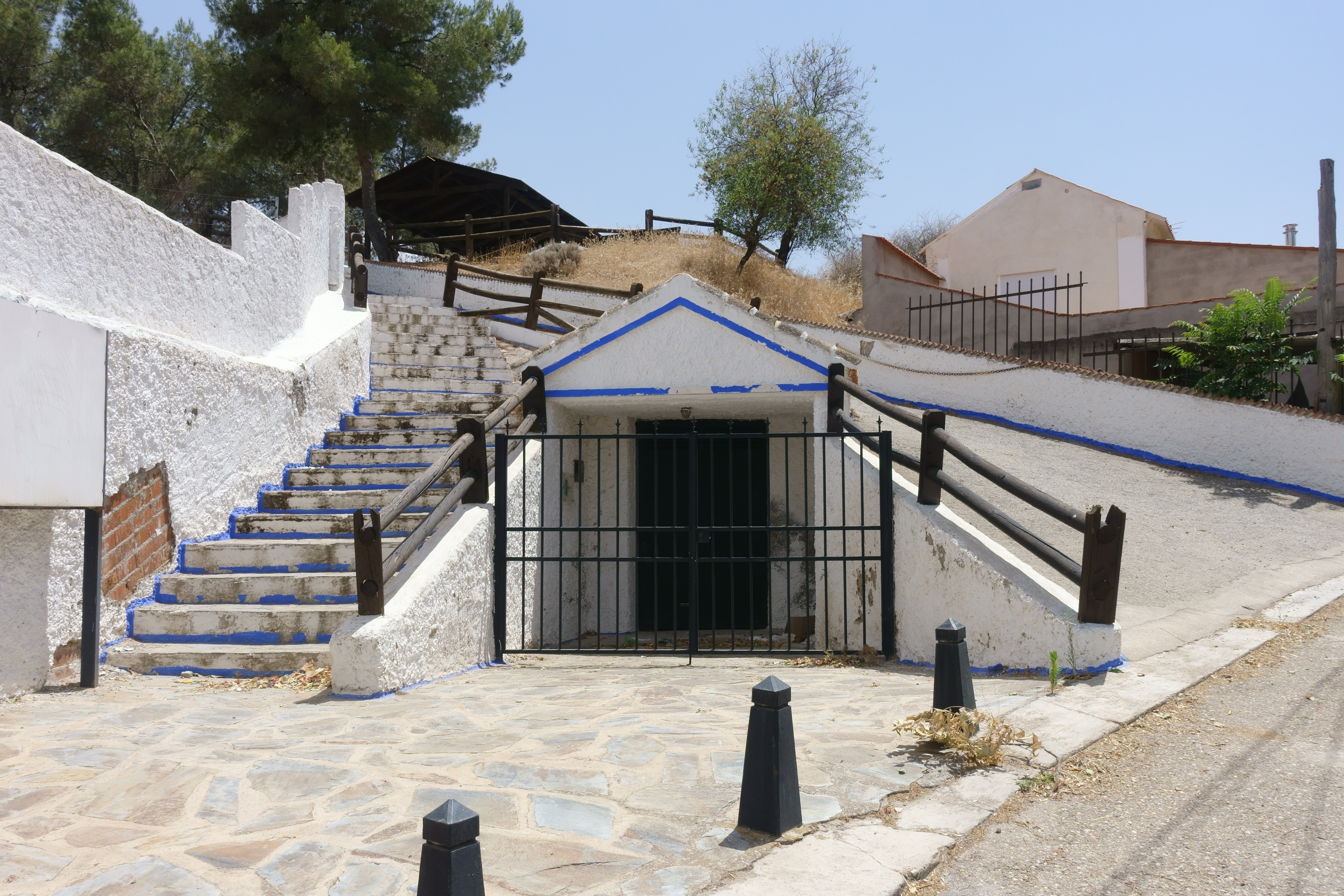
Museo Etnográfico

- Museo del Esparto. Situado en un antiguo silo de propiedad municipal, que se rehabilitó para este fin en el año 2000. Posee tres plantas: la primera, explicativa sobre el proceso de extracción y preparación del esparto. La segunda alberga una importante muestra sobre los artículos que se fabrican con esta importante fibra vegetal. Y la tercera comprende la parte más documental.
- Museo Etnográfico. Situado en una antigua cueva que se adentra en las profundidades de un cerro. En él se muestran los antiguos aperos de labranza o artilugios que se usaban en los hogares habitualmente.

### Fiestas y ferias
Fiestas
| Denominación                         | Fecha                             | Descripción | Duración                                    |
| ------------------------------------ | --------------------------------- | --- | ------------------------------------------- |
| San Sebastián                        | 20 de enero                       | Hogueras en honor al santo, procesión y un refresco a los ciudadanos | El fin de semana más cercano a la fecha     |
| Los Molinos                          | Último fin de semana de abril     | Homenaje a Cervantes, representaciones teatrales, disfraces de época y degustación de migas | Dos días                                    |
| San Antonio                          | 13 de junio                       | Verbena y tómbola | Dos o tres días (fin de semana más cercano) |
| San Sebastián Mártir                 | 14 de agosto (13 al 16 de agosto) | Novena (desde el día 4), misa solemne, procesión, acto de donativo al santo. Fuegos artificiales y orquesta con verbena. Competiciones deportivas y concentración motera (el fin de semana anterior al 13 de agosto). | Cuatro días                                 |
| Santa Cecilia (patrona de la música) | 22 de noviembre                   | Muestra de folclore de los Coros y danzas "Los Molinos" y concierto de la Banda de música "Santa Cecilia", diana, santa misa, solemne procesión                                                                       | Dos días (fin de semana más cercano)        |

Ferias
- IX Feria de Los Molinos (28, 29 y 30 de abril de 2006). Una de las características a destacar con esta Fiesta es la de dar a conocer El Romeral como un pueblo típico manchego. Lo define como tal la construcción de sus viviendas sobre todo las que se encuentran enclavadas en la calle Buenavista, que se encuentra al pie de los Molinos denominados Crítica y pechuga. Asimismo, la mayoría de las viviendas situadas en esta calle disponen de los típicos silos. En otro cerro situado al lado se encuentra el molino Los Gorrinos. El Molino denominado "Pechuga" es uno de los últimos molinos que dejó de moler en La Mancha y dispone de toda la maquinaria original.